# Fürstentor

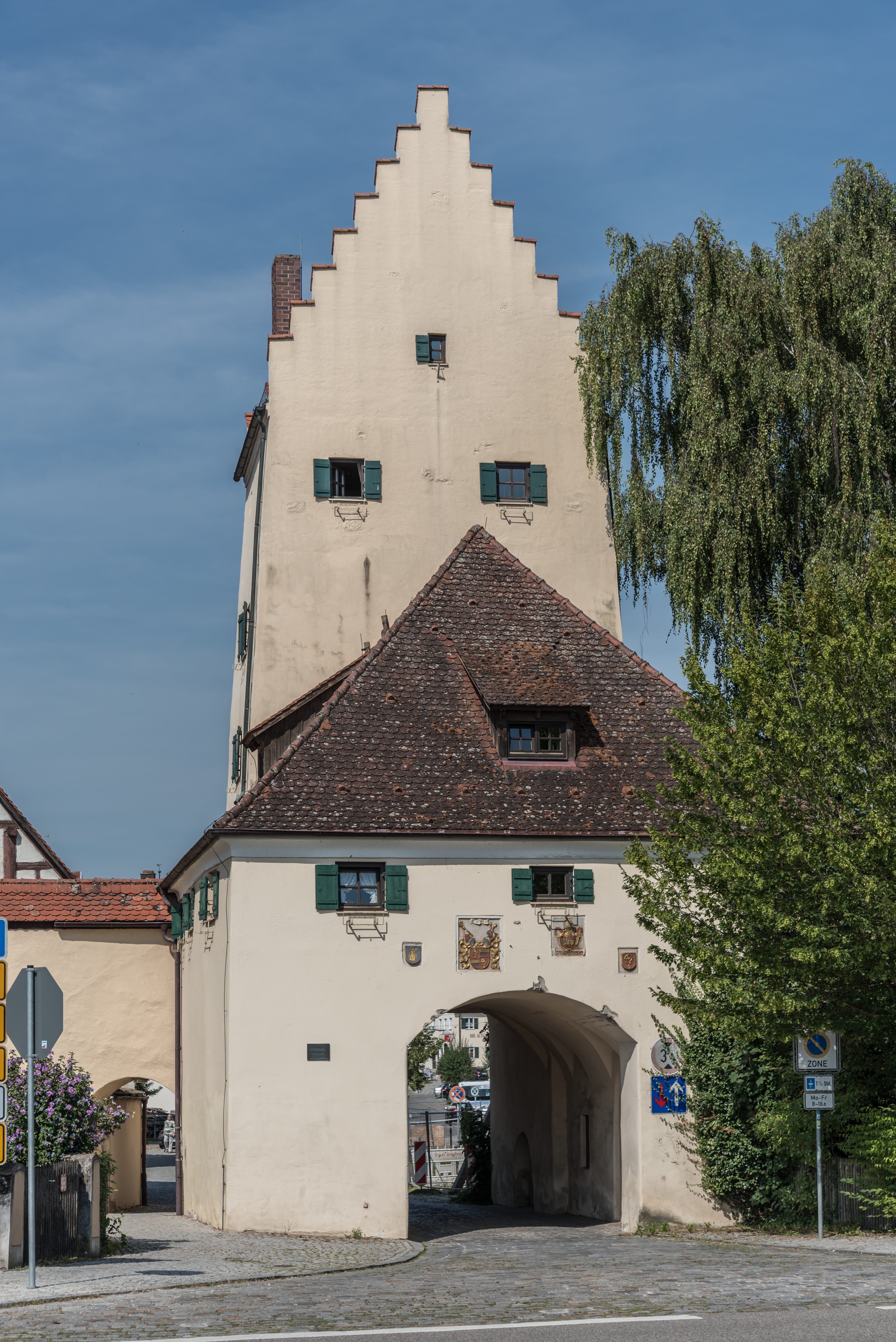
Außenansicht

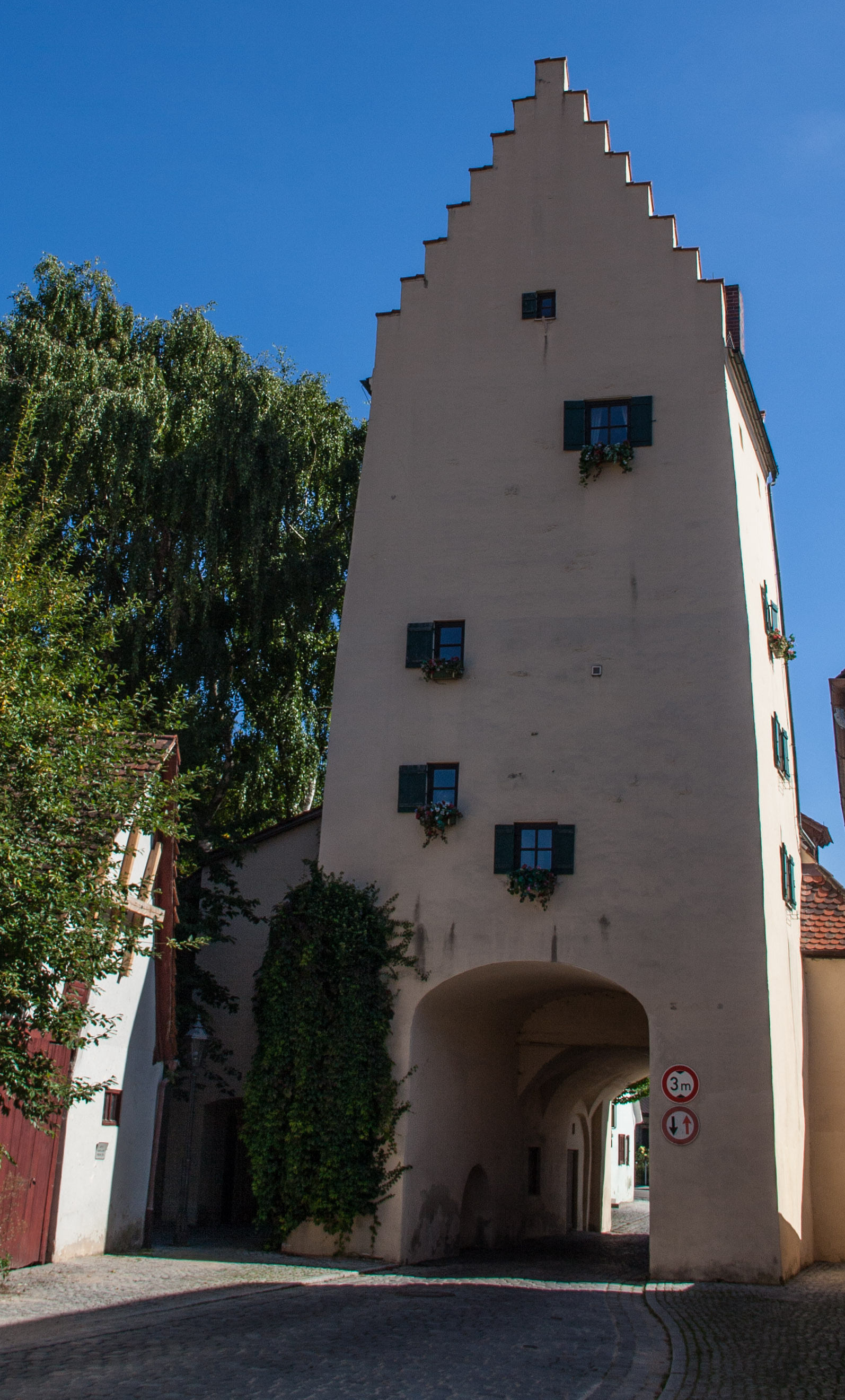
Innenansicht

Das sogenannte Fürstentor ist ein Teil der mittelalterlichen Stadtbefestigung der Stadt Greding. Der Name rührt daher, da der Fürstbischof über die Fürstenstraße, die von Schloss Hirschberg (Bayern) herführt, hier einzog. Teilweise wird es auch als Beilngrieser Tor bezeichnet. Durch das Tür führt die Kindinger Straße.
Der fünfgeschossige Torturm ist rechteckig und hat einen Treppengiebel. Der Vorturm ist zweigeschossig und hat ein Walmdach. Das Tor zeigt an der Außenseite das Wappen von Greding, das Wappen des Eichstätter Bischof Wilhelm von Reichenau (1490), Johann Christoph von Westerstetten (1616) und das Wappen des Hochstifts Eichstätt.
Die benachbarte Fürstentorapotheke ist nach dem Tor benannt.